# Список наград и номинаций Хита Леджера
Хит Леджер (англ. Heath Ledger) был австралийским киноактёром, чья карьера длилась более 16 лет. Леджер получил признание за свою роль в австралийском криминальном фильме «Пальцы веером» (1999), получив номинации в Австралийском институте киноискусства (AFI) и Круг кинокритиков Австралии в категориях «Лучший актёр». После съёмок в фильмах 2001 года «История рыцаря» и «Бал монстров» Леджер был сыгран в качестве главного героя в биографическом фильме 2003 года «Банда Келли», за который он получил свою вторую номинацию на премию AFI и Круг кинокритиков.
Исполнение Леджера в роли Энниса Дель Мара в фильме «Горбатая гора» 2005 года принесло ему номинацию на премию «Оскар», премию Британской Академии в области кино (BAFTA), «Золотой глобус» и премию Гильдии киноактёров США. В дополнение, Леджер получил признание от нескольких североамериканских ассоциаций критиков, выиграв в 2005 году Общество кинокритиков Лас-Вегаса, Круг кинокритиков Нью-Йорка, Общество кинокритиков Феникса и Круг кинокритиков Сан-Франциско как «Лучший актёр». В 2006 году он снялся в австралийской романтической драме «Кэнди» и был номинирован в категории «Лучший актёр» на AFI, Круг кинокритиков Австралии и Inside Film.
После его смерти 22 января 2008 года, Леджер получил множество посмертных наград и почестей. Он получил премию Независимого духа Роберта Олтмена 2007 года с остальной частью ансамбля, отобранного для биографического фильма 2007 года, «Меня там нет». В своём предпоследнем фильме, Леджер был номинирован и награждён за исполнение Джокера в «Тёмном рыцаре» (2008). Его победы включают в себя премию «Оскар», «BAFTA», «Золотой глобус» и премию Гильдии киноактёров США за лучшую мужскую роль второго плана, что сделало его первым актёром получившим Оскар за роль в супергеройском фильме. Леджер также получил Международную премию за лучшую мужскую роль на церемонии награждения AFI 2008, за что стал первым актёром, получившим награду посмертно. В августе 2008 года Леджер был посмертно удостоен чести на Международном кинофестивале в Брисбене премией Chauvel Award в знак признания его вклада в австралийскую киноиндустрию.

## Награды и номинации

### Оскар
| Год  | Фильм         | Категория                         | Результат          | Пр.   |
| ---- | ------------- | --------------------------------- | ------------------ | ----- |
| 2006 | Горбатая гора | Лучшая мужская роль               | Номинация          | [ 5 ] |
| 2009 | Тёмный рыцарь | Лучшая мужская роль второго плана | Победа (посмертно) | [ 6 ] |

### Премия Австралийского института киноискусства
| Год  | Фильм         | Категория                                           | Результат          | Пр.   |
| ---- | ------------- | --------------------------------------------------- | ------------------ | ----- |
| 1999 | Пальцы веером | Лучшая мужская роль                                 | Номинация          |       |
| 2003 | Банда Келли   | Лучшая мужская роль                                 | Номинация          |       |
| 2006 | Горбатая гора | Лучший международный актёр                          | Победа             | [ 7 ] |
| 2006 | Горбатая гора | Премия Reader’s Choice Award за лучшую мужскую роль | Победа             | [ 7 ] |
| 2006 | Кэнди         | Лучшая мужская роль                                 | Номинация          | [ 8 ] |
| 2008 | Тёмный рыцарь | Лучший международный актёр                          | Победа (посмертно) | [ 9 ] |

### Премия Международного кинофестиваля в Брисбене
| Год  | Фильм | Категория     | Результат          | Пр.           |
| ---- | ----- | ------------- | ------------------ | ------------- |
| 2008 | н/д   | Chauvel Award | Победа (посмертно) | [ 10 ] [ 11 ] |

### Премия Британской Академии в области кино
| Год  | Фильм         | Категория                         | Результат          | Пр.    |
| ---- | ------------- | --------------------------------- | ------------------ | ------ |
| 2006 | Горбатая гора | Лучшая мужская роль               | Номинация          | [ 12 ] |
| 2009 | Тёмный рыцарь | Лучшая мужская роль второго плана | Победа (посмертно) | [ 13 ] |

### Золотой глобус
| Год  | Фильм         | Категория                         | Результат          | Пр.    |
| ---- | ------------- | --------------------------------- | ------------------ | ------ |
| 2006 | Горбатая гора | Лучшая мужская роль — драма       | Номинация          | [ 14 ] |
| 2009 | Тёмный рыцарь | Лучшая мужская роль второго плана | Победа (посмертно) | [ 14 ] |

### Независимый дух
| Год  | Фильм         | Категория              | Результат             | Пр.    |
| ---- | ------------- | ---------------------- | --------------------- | ------ |
| 2006 | Горбатая гора | Лучшая мужская роль    | Номинация             | [ 15 ] |
| 2008 | Меня там нет  | Премия Роберта Олтмена | Победа II (посмертно) | [ 16 ] |

### Inside Film Awards
| Год  | Фильм         | Категория           | Результат | Пр.    |
| ---- | ------------- | ------------------- | --------- | ------ |
| 2006 | Горбатая гора | Лучшая мужская роль | Номинация | [ 17 ] |

### People’s Choice Awards
| Год  | Фильм         | Категория               | Результат             | Пр.    |
| ---- | ------------- | ----------------------- | --------------------- | ------ |
| 2009 | Тёмный рыцарь | Лучший актёрский состав | Победа IV (посмертно) | [ 18 ] |
| 2009 | Тёмный рыцарь | Лучшая экранная команда | Победа V (посмертно)  | [ 18 ] |

### Спутник
| Год  | Фильм         | Категория                         | Результат             | Пр.    |
| ---- | ------------- | --------------------------------- | --------------------- | ------ |
| 2006 | Горбатая гора | Лучшая мужская роль — драма       | Номинация             |        |
| 2008 | Тёмный рыцарь | Лучшая мужская роль второго плана | Номинация (посмертно) | [ 19 ] |

### Сатурн
| Год  | Фильм         | Категория                         | Результат          | Пр.    |
| ---- | ------------- | --------------------------------- | ------------------ | ------ |
| 2009 | Тёмный рыцарь | Лучшая мужская роль второго плана | Победа (посмертно) | [ 20 ] |

### Scream Awards
| Год  | Фильм         | Категория                     | Результат          | Пр.    |
| ---- | ------------- | ----------------------------- | ------------------ | ------ |
| 2008 | Тёмный рыцарь | Лучший актёр в фэнтези-фильме | Победа (посмертно) | [ 21 ] |
| 2008 | Тёмный рыцарь | Лучший злодей                 | Победа (посмертно) | [ 21 ] |

### Премия Гильдии киноактёров США
| Год  | Фильм         | Категория                              | Результат          | Пр.    |
| ---- | ------------- | -------------------------------------- | ------------------ | ------ |
| 2006 | Горбатая гора | Лучший актёрский состав в игровом кино | Номинация III      | [ 22 ] |
| 2006 | Горбатая гора | Лучшая мужская роль                    | Номинация          | [ 22 ] |
| 2008 | Тёмный рыцарь | Лучшая мужская роль второго плана      | Победа (посмертно) | [ 23 ] |

## Премии кинокритиков

### Премия Ассоциации кинокритиков афроамериканцев
| Год  | Фильм         | Категория                         | Результат          | Пр. |
| ---- | ------------- | --------------------------------- | ------------------ | --- |
| 2008 | Тёмный рыцарь | Лучшая мужская роль второго плана | Победа (посмертно) |     |

### Премия Ассоциации кинокритиков Остина
| Год  | Фильм         | Категория                         | Результат          | Пр. |
| ---- | ------------- | --------------------------------- | ------------------ | --- |
| 2008 | Тёмный рыцарь | Лучшая мужская роль второго плана | Победа (посмертно) |     |

### Премия Общества кинокритиков Бостона
| Год  | Фильм         | Категория                         | Результат          | Пр.    |
| ---- | ------------- | --------------------------------- | ------------------ | ------ |
| 2008 | Тёмный рыцарь | Лучшая мужская роль второго плана | Победа (посмертно) | [ 24 ] |

### Премия Выбор критиков
| Год  | Фильм         | Категория                         | Результат                | Пр.    |
| ---- | ------------- | --------------------------------- | ------------------------ | ------ |
| 2006 | Горбатая гора | Лучшая мужская роль               | Номинация                | [ 25 ] |
| 2008 | Тёмный рыцарь | Лучшая мужская роль второго плана | Победа V (посмертно)     | [ 26 ] |
| 2008 | Тёмный рыцарь | Best Cast                         | Номинация IV (посмертно) | [ 26 ] |

### Премия Ассоциации кинокритиков Чикаго
| Год  | Фильм         | Категория                         | Результат          | Пр.    |
| ---- | ------------- | --------------------------------- | ------------------ | ------ |
| 2006 | Горбатая гора | Лучшая мужская роль               | Номинация          |        |
| 2008 | Тёмный рыцарь | Лучшая мужская роль второго плана | Победа (посмертно) | [ 27 ] |

### Премия Ассоциации кинокритиков Далласа и Форт-Уэрта
| Год  | Фильм         | Категория                         | Результат          | Пр.    |
| ---- | ------------- | --------------------------------- | ------------------ | ------ |
| 2006 | Горбатая гора | Лучшая мужская роль               | Номинация          |        |
| 2008 | Тёмный рыцарь | Лучшая мужская роль второго плана | Победа (посмертно) | [ 28 ] |

### Премия Круга кинокритиков Австралии
| Год  | Фильм         | Категория           | Результат | Пр.    |
| ---- | ------------- | ------------------- | --------- | ------ |
| 1999 | Пальцы веером | Лучшая мужская роль | Номинация |        |
| 2003 | Банда Келли   | Лучшая мужская роль | Номинация |        |
| 2006 | Кэнди         | Лучшая мужская роль | Номинация | [ 29 ] |

### Премия Круга кинокритиков Флориды
| Год  | Фильм         | Категория                         | Результат          | Пр.    |
| ---- | ------------- | --------------------------------- | ------------------ | ------ |
| 2008 | Тёмный рыцарь | Лучшая мужская роль второго плана | Победа (посмертно) | [ 30 ] |

### Премия кинокритиков Айовы
| Год  | Фильм         | Категория                         | Результат          | Пр.    |
| ---- | ------------- | --------------------------------- | ------------------ | ------ |
| 2008 | Тёмный рыцарь | Лучшая мужская роль второго плана | Победа (посмертно) | [ 31 ] |

### Премия кинокритики Канзас-Сити
| Год  | Фильм         | Категория                         | Результат          | Пр. |
| ---- | ------------- | --------------------------------- | ------------------ | --- |
| 2008 | Тёмный рыцарь | Лучшая мужская роль второго плана | Победа (посмертно) |     |

### Премия Круга кинокритиков Лондона
| Год  | Фильм         | Категория           | Результат             | Пр.    |
| ---- | ------------- | ------------------- | --------------------- | ------ |
| 2006 | Горбатая гора | Лучшая мужская роль | Номинация             | [ 32 ] |
| 2008 | Тёмный рыцарь | Актёр года          | Номинация (посмертно) | [ 33 ] |

### Премия Ассоциации кинокритиков Лос-Анджелеса
| Год  | Фильм         | Категория                         | Результат          | Пр.    |
| ---- | ------------- | --------------------------------- | ------------------ | ------ |
| 2006 | Горбатая гора | Лучшая мужская роль               | Номинация          |        |
| 2008 | Тёмный рыцарь | Лучшая мужская роль второго плана | Победа (посмертно) | [ 34 ] |

### Премия Круга кинокритиков Нью-Йорка
| Год  | Фильм         | Категория                         | Результат             | Пр.    |
| ---- | ------------- | --------------------------------- | --------------------- | ------ |
| 2006 | Горбатая гора | Лучшая мужская роль               | Победа                | [ 35 ] |
| 2008 | Тёмный рыцарь | Лучшая мужская роль второго плана | Номинация (посмертно) |        |

### Премия общества кинокритиков онлайн
| Год  | Фильм         | Категория                         | Результат          | Пр.    |
| ---- | ------------- | --------------------------------- | ------------------ | ------ |
| 2006 | Горбатая гора | Лучшая мужская роль               | Номинация          |        |
| 2009 | Тёмный рыцарь | Лучшая мужская роль второго плана | Победа (посмертно) | [ 36 ] |

### Премия Общества кинокритиков Сан-Диего
| Год  | Фильм         | Категория                         | Результат          | Пр. |
| ---- | ------------- | --------------------------------- | ------------------ | --- |
| 2008 | Тёмный рыцарь | Лучшая мужская роль второго плана | Победа (посмертно) |     |

### Премия Круга кинокритиков Сан-Франциско
| Год  | Фильм         | Категория                         | Результат          | Пр.    |
| ---- | ------------- | --------------------------------- | ------------------ | ------ |
| 2006 | Горбатая гора | Лучшая мужская роль               | Победа             | [ 37 ] |
| 2008 | Тёмный рыцарь | Лучшая мужская роль второго плана | Победа (посмертно) | [ 38 ] |

### Премия Международного кинофестиваля в Санта-Барбаре
| Год  | Фильм         | Категория                            | Результат | Пр.    |
| ---- | ------------- | ------------------------------------ | --------- | ------ |
| 2006 | Горбатая гора | Премия за выдающиеся исполнение года | Победа    | [ 39 ] |

### Премия Ассоциации кинокритиков Юго-Востока
| Год  | Фильм         | Категория                         | Результат          | Пр. |
| ---- | ------------- | --------------------------------- | ------------------ | --- |
| 2006 | Горбатая гора | Лучшая мужская роль               | Номинация          |     |
| 2008 | Тёмный рыцарь | Лучшая мужская роль второго плана | Победа (посмертно) |     |

### Премия Ассоциации кинокритиков Сент-Луиса
| Год  | Фильм         | Категория                         | Результат          | Пр. |
| ---- | ------------- | --------------------------------- | ------------------ | --- |
| 2006 | Горбатая гора | Лучшая мужская роль               | Победа             |     |
| 2008 | Тёмный рыцарь | Лучшая мужская роль второго плана | Победа (посмертно) |     |

### Премия Ассоциации кинокритиков Торонто
| Год  | Фильм         | Категория                         | Результат          | Пр.    |
| ---- | ------------- | --------------------------------- | ------------------ | ------ |
| 2008 | Тёмный рыцарь | Лучшая мужская роль второго плана | Победа (посмертно) | [ 40 ] |

### Премия Круга кинокритиков Ванкувера
| Год  | Фильм         | Категория                         | Результат          | Пр. |
| ---- | ------------- | --------------------------------- | ------------------ | --- |
| 2006 | Горбатая гора | Лучшая мужская роль               | Номинация          |     |
| 2008 | Тёмный рыцарь | Лучшая мужская роль второго плана | Победа (посмертно) |     |

### Премия Ассоциации кинокритиков Вашингтона, округ Колумбия
| Год  | Фильм         | Категория                         | Результат          | Пр.    |
| ---- | ------------- | --------------------------------- | ------------------ | ------ |
| 2006 | Горбатая гора | Лучшая мужская роль               | Номинация          | [ 41 ] |
| 2008 | Тёмный рыцарь | Лучшая мужская роль второго плана | Победа (посмертно) | [ 42 ] |